# Maya (hudební projekt)
Maya je český hudební projekt zpěvačky Nory Grundové (* 1975) a skladatele a hráče na klávesové nástroje Darka Krále (* 1971), který vznikl na konci 90. let 20. století. V roli stálého hosta zde působí autor písňových textů Adam Suchý. Dosud (2009) vydali tři studiová alba.

## Maya
Původně byla slovem Maya nazvána instrumentální skladba Darka Krále na hudebním albu Stín andělů, která byla poté přejmenována na nový název Její piáno a Maya se stala jménem celého hudebního projektu.
| „                                            | Často se nás ptají: Proč Maya? Co je to Maya? - Muzikant i slova vnímá jako hudbu, občas. A Maya zní opravdu „zvukomalebně"…a i tajemně. A v tom slově, jméně, je něco dávného, vzdáleného, bájného. Také majestátního. Jako starověké, už zaniklé civilizace…Jméno Maya. | “ |
| — Darek Král, Domovská stránka projektu Maya | |   |

## Hudební projekt
Maya je svým snivým stylem kompozice hudby přirovnávána k zahraničním interpretům jako jsou Mike Oldfield, Jean-Michel Jarre, Enya či Vangelis.

## Diskografie
- 2003 – Stín andělů
- 2004 – Zprávy z budoucnosti
- 2007 – Skrývaný

## Hosté projektu
- Pavel Sadílek – režisér, výtvarník
- Ondřej Škoch – kytary, baskytara
- Štěpán Škoch – zvuková režie
- Pavel Glogar – zvukař, PC-operátor, koproducent
- Vít Rokyta – kytary
- Adam Suchý – textař
- Andy Lažo – mix a mastering
- Martin Král – grafická úprava alb